# Lutzomyia tanyopsis
Lutzomyia tanyopsis is een muggensoort uit de familie van de glansmuggen (Psychodidae). De wetenschappelijke naam van de soort is voor het eerst geldig gepubliceerd in 1984 door Young and Perkins.